# Sakartvelos sazogadoebrivi mauts'q'ebeli
Sakartvelos sazogadoebrivi mauts'q'ebeli (gruzínsky საქართველოს საზოგადოებრივი მაუწყებელი, zkráceně სსმ; známý též pod anglickým názvem Georgian Public Broadcaster, zkráceně GPB) je veřejnoprávní televizní i rozhlasový vysílatel v Gruzii.
Vysílání zahájil rozhlas v roce 1925 a gruzínská televize začala vysílat v roce 1956. Dnes 85% gruzínského obyvatelstva přijímá První kanál a 55% přijímá Druhý kanál. Programy gruzínské televize se přenáší satelitem a přes internet také do několika zemí Evropy a Asie.
Přijetím zákona o vysílání v roce 2004 započal proces transformace gruzínské televize ze státní televize na veřejnoprávního vysílatele.
V roce 2005 gruzínský parlament zvolil radu guvernérů, která se skládá z devíti členů. Jeden z nich – Tamar Kintsurašvili – byl později zvolen prvním generálním ředitelem televize. V současné době vykonává tuto pozici Levan Qubaneišvili.

## Kanály

### Televize
- 1TV (gruzínsky 1 არხი nebo პირველი არხი, 1 archi nebo p'irveli arkhi) vysílá své pořady, ale i zahraniční seriály a filmy již od roku 1956.[2]

- 2TV (gruzínsky 2 არხი nebo také მეორე არხი, 2 archi nebo meore archi) vysílá od roku 1971.[2]

V letech 2010—2012 byl v provozu i ruskojazyčný kanál Pěrvyj Kavkazskij kanal či jen Pěrvyj Kavkazskij (rusky Первый Кавказский канал; Первый Кавказский).

### Rozhlas
- 102.4 FM, také Radio 1 či Radio Erti, se zaměřuje na sdělování informací a nabízí různé pořady pro etnické menšiny v zemi od roku 1925.[2]

- 100.9 FM, také Radio 2 či Radio Ori, vysílá hlavně hudební a zábavné pořady pro starší ročníky s důrazem na gruzínskou hudby od roku 1995.[2]

Vysílatel dříve operoval i s dnes uzavřenou mezinárodní rozhlasovou stanicí Rádio Gruzie.

## Galerie

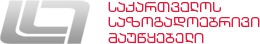
2008–2010
2010